# اچ‌دی ۱۴۹۳۸۲
اچ‌دی ۱۴۹۳۸۲ یک ستاره است که در صورت فلکی مارافسای قرار دارد.